# فرودگاه هلی‌کوپتر مرکز پزشکی پراویدنس
 فرودگاه هلی‌کوپتر مرکز پزشکی پراویدنس (به انگلیسی: Providence Medical Center Heliport) یک فرودگاه خصوصی است . این فرودگاه در کشور ایالات متحده آمریکا قرار دارد و در ارتفاع ۵۱ متری از سطح دریا واقع شده است.